# ماه (فیلم ۲۰۱۱)
ماه (انگلیسی: La Luna) یک پویانمایی رایانه‌ای کوتاه از پیکسار به کارگردانی انریکو کازاروزا است که در سال ۲۰۱۱ منتشر و برای نخستین بار در جشنواره بین‌المللی فیلم انیمیشن انسی در فرانسه به‌نمایش درآمد. این فیلم کوتاه ۷ دقیقه‌ای، نامزدِ دریافت جایزه اسکار بهترین پویانمایی کوتاه در هشتاد و چهارمین دوره جوایز اسکار بود.